# Stella Deus: The Gate of Eternity
Stella Deus: The Gate of Eternity est un tactical RPG développé par Pinegrow et publié par Atlus, sortie sur la console PlayStation 2 en 2004 au Japon, en 2005 en Amérique du Nord, et en 2006 en Europe.